# Тагаери
Тагаери — один из восточных кланов индейцев ваорани, проживающих на территории национального парка Ясуни, на востоке Эквадора. Живут в основном за счёт охоты и всячески сопротивляются контактам с внешним миром, что позволяет относить их к так называемым неконтактным народам.
В 1968 году, после первых посещений земель ваорани протестантскими миссионерами, среди ваорани возникли разногласия относительно дальнейших контактов с внешним миром. Часть народа при этом ушла в сельву и с тех пор живёт в добровольной изоляции. Контакты с другими ваорани отмечаются на низком уровне и выражены главным образом вспышками межкланового насилия, например, в 1993 и 2003 годах. В 1990-х годах восточные группы ваорани переселились немного западнее, чтобы избежать последствий освоения нефтяных месторождений в этом районе, а также, возможно, из-за сокращения количества дичи. Соседние сообщества индейцев кечуа утверждают, что время от времени видят представителей народа тагаери, но избегают взаимодействия с ними. Они также утверждают, что тагаери говорят на том же языке, что и западные ваорани.
Попытки наладить с этим народом контакт жестоко отвергались, начиная с серии нападений на колониальное поселение Кока в отместку за попытки евангелизации. Наиболее позднее подобное нападение было отмечено 21 июля 1987 года, когда копьями были убиты миссионеры: католический священник, епископ Алехандро Лабака и сестра-монахиня Инес Аранго. В 2003 году пара индейцев кечуа была найдена проткнутыми копьями на берегу реки Курарай. Кечуа утверждают, что убийцами были тагаери. В то же время, в феврале 2008 года 5 представителей племён тагаери и тароменане (считаются вымершими) были убиты нелегальными лесорубами. В марте 2008 года было найдено тело 37-летнего нелегального лесоруба Луиса Кастельяноса, при этом, из его живота торчали 9 копий с железными наконечниками. Убийцами предположительно были тагаери.
Предполагается, что осталось всего 20-30 тагаери. Тагаери представляют собой последние неконтактные народы Эквадора.